# Zeltkirche
Die Zeltkirche ist ein Typ des modernen Kirchenbaus der Zeit seit den 1960er Jahren, der sich symbolisch auf einfache Zelte bezieht.

## Geschichte
Das christliche Symbol des Zeltes sollte den Mythos vom wandernden Gottesvolk zum Ausdruck bringen und wurde von den evangelischen und katholischen Konfessionen als theologisches Leitbild und als bildhaft-assoziative Verkörperung von Kirche aufgenommen. Die in Architektur übertragenen Formen der Zelttypen sind vielfältig und reichen vom längs gerichteten Tunnelzelt oder Firstzelt über zentralisierende Kuppelzelte bis zu Pyramidenzelten, die im historischen Zeltbau nicht ohne Firststangen als Mittelstützen auskommen. Die tatsächlich errichteten Zeltkirchen sind in der Regel stützenfreie Stahlbetonskelettbauten mit Oberflächen aus Baustoffen wie Backstein oder Beton, kombiniert mit Glas und Holz. Es ging also nicht um eine baukonstruktive Nachbildung von statisch labilen Zeltgerüsten aus Gestängen mit darüber gezogenen Tuchplanen. Vielmehr war die theologische und entwerferische Absicht, weite stützenfreie und zentralisierende Innenräume zu schaffen, um die Laien stärker in die rituellen Handlungen des Gottesdienstes einzubeziehen.

## Beispiele
- Deutschland:
  - Evangelische Erlöserkirche in Bad Soden-Salmünster
  - Evangelische Kirche Schönow in Berlin-Zehlendorf
  - St. Elisabeth (Birken-Honigsessen) (siehe auch Ortswappen)
  - St. Josef (Bruchsal)[2]
  - Trinitatiskirche (Deuselbach)
  - St. Johannes, Emmendingen[3]
  - Evangelische Kirche (Hassenroth)
  - St. Margaretha (Heroldsberg)
  - Martin-Luther-King-Kirche (Hürth)
  - Zeltkirche Kippekausen
  - St. Peter und Paul (Königsfeld)[3]
  - St. Hubertus (Krefeld)
  - Pfarrkirche St. Pius X., ebenfalls Krefeld
  - Dreieinigkeitskirche (Obereichenbach)
  - Kreuzkirche (Rösrath-Kleineichen)
  - Kirche Hl. Erstmärtyrer und Erzdiakon Stefan (Essen-Stoppenberg)
  - Wallfahrtskirche Maria Hilf (Trutzhain)
  - Paul-Gerhardt-Kirche, Waldkirch-Kollnau[3]
  - St. Bernhard (Willich)[4]
- Österreich:
  - Herzen-Mariä-Kirche in Taxham
  - Matthäuskirche in Taxham
  - Pfarrkirche Wels-Lichtenegg, vulgo Zeltkirche, in Wels
- Schweiz:
  - Gellertkirche (Basel)
  - Kornfeldkirche in Riehen

- Schweden:
  - Holzkirche von Kiruna aus 1912 (wird August 2025 übersiedelt)